# Octavio Hernández Bolín
Octavio Hernández Bolín (10 de agosto de 1964-Valencia, 20 de febrero de 2021) fue un periodista, locutor de radio, presentador de televisión y productor musical español. Director de Nuestras Bandas de Música, programa decano de la radio dedicado a las bandas sinfónicas, convertido en programa de televisión, página web, sello discográfico, estudio de grabación, productora de televisión y organizador de certámenes de música y festivales por toda España.

## Biografía
Hijo de Octavio Hernádez Torrado, fundador y primer presentador del programa Nuestras Bandas de Música, que comenzó a emitirse en 1988 a través de Radio Popular FM. En 2001 Hernández Bolín sustituyó a su padre al frente del programa y creó nuevos contenidos en torno a las bandas de música. El espacio emitió 2058 programas durante 32 años de forma ininterrumpida. Colaboró con diversos medios de comunicación, tanto de radio -Punto Radio Valencia, Ràdio 9, Gestiona Radio Valencia, Gestiona Radio Nacional, 99.9 Valencia Radio, como de televisión -Las Provincias televisión, Popular TV-, o prensa escrita -el diario Las Provincias-.
En 2007 Hernández Bolín se lanzó también a Internet, impulsando la plataforma web con el mismo nombre de Nuestras Bandas de Música, donde recopiló una amplia videoteca y fonoteca de los últimos veinte años de trayectoria en torno a la música sinfónica tanto de Valencia como de fuera de España.
Hernández Bolín también se dedicó a la docencia (2019), integrando el claustro de profesores de la Escuela Superior de Música de Alto Rendimiento (ESMAR), centro superior de enseñanzas musicales, de iniciativa privada, pionero en Valencia.

## Premios y reconocimientos
- Premio Euterpe de la Federación Valenciana de Bandas de Música (2007)
- Insignia de Oro del Ayuntamiento de Buñol (2020)
- Medalla de Oro del Ateneo Musical
- Medalla de Enseñanza Banda Primitiva de Llíria (2020)[1]
- Homenaje de las Socieaddes musicales valencianas (2020).[5]
- Escudo de plata de la ciuadd de Cullera (2020).[6]